# Кристи, Уильям
Уильям Кристи (англ. William Lincoln Christie; род. 19 декабря 1944, Буффало) — американский и французский клавесинист и дирижёр (с 1995 г. гражданин Франции).

## Биография
Сын архитектора. С 13 до 18 лет Уильям Кристи выступал в составе небольшого вокального ансамбля, которым руководила его мать. С разрешения родителей стал учиться игре на фортепиано и пению. Знакомство Кристи с французской барочной музыкой состоялось благодаря его бабушке, которая дала ему прослушать запись органных произведений Франсуа Куперена. В юности вместе с родителями Уильям часто бывал в Европе.
В молодости Уильям Кристи думал стать врачом, однако увлечение изобразительным искусством взяло верх, и он поступил в Гарвардский университет, чтобы изучать историю искусств (1962). Окончив Гарвард в 1966 году, он поступил в Йельский университет, где изучал игру на клавесине у Ралфа Киркпатрика (1966—1970), а позднее у Кеннета Гилберта. Чтобы не попасть в армию в время Вьетнамской войны, Кристи включился в программу подготовки офицеров запаса. В 1970—71 годах возглавлял департамент музыки Дартмут-колледжа (штат Нью-Гэмпшир). После расстрела в Кентском государственном университете решил уехать из США. По рекомендации Джона Эвартса, музыкального посла при ЮНЕСКО, он уехал из страны и присоединился к Симфоническому оркестру BBC.
В том же 1971 году Кристи переехал во Францию, чтобы работать в оркестре ORTF. Его увлечение старинной музыкой было поддержано графиней Женевьевой де Шамбюр, благодаря которой он смог записать свой первый альбом в сотрудничестве с ансамблем Five Centuries. В 1976 году он покинул Five Centuries, разойдясь с его участниками во взглядах на дальнейшее развитие группы с опорой на исполнение современной музыки, и присоединился к ансамблю Рене Якобса. Также в 1972—1975 году Кристи сотрудничал с Музыкальным обществом. В 1979 году он решил создать свой ансамбль, получивший название в честь одноимённой оперы Шарпантье Les Arts Florissants и специализирующийся на исполнении музыки, в том числе произведений французских композиторов эпохи барокко: Шарпантье, Люлли, Рамо, Демаре а также Пёрселла, Монтеверди, Генделя. В 2013 году передал руководство ансамблем певцу и дирижёру Полу Эгнью, долгие годы сотрудничавшему с Les Arts Florissants. В настоящее время участвует в Les Arts Florissant как клавесинист.
Работает как приглашенный дирижер в Парижской опере, Цюрихской, Лионской. Несколько раз принимал участие в Глайндборнском фестивале, дирижируя оркестром Age of Enlightenment. По приглашению Саймона Рэттла неоднократно дирижировал Берлинским филармоническим оркестром.
Приглашенный профессор Парижской Высшей национальной консерватории по музыке и танцу и в Высшей национальной консерватории по музыке и танцу Лиона с 1977 по 1981 год, а также Летней академии старинной музыки в Иннсбруке с 1978 по 1983 год, профессор Парижской Высшей национальной консерватории по музыке и танцу с 1982 по 1995 год.
В 1995 году получил французское гражданство. Офицер ордена Почётного легиона (1995) и ордена искусств и литературы. Член Королевской музыкальной академии, избран 12 ноября 2008 года на место Марселя Марсо (1923—2007).
С 2002 года Уильям Кристи вместе с Кеннетом Вайсом и Полом Эгнью руководит Le Jardin des Voix (Кан). Le Jardin des Voix — образовательный проект, направленный на содействие обучению молодых певцов и получение ими профессионального опыта высокого уровня: после двух недель репетиций избранные певцы принимают участие в концертных турах.
По мнению критики,

Кристи одарен счастливой способностью превращать результаты своих научных разысканий в художественные события удивительной оригинальности и не менее удивительного качества отделки.

## Разное
31 декабря 2011 года дирижировал оперой-пастиччо «Зачарованный остров», автором которой стал знаменитый режиссёр Джереми Симс.